# Kvaropo
Kvaropo (Čtveřice) je sbírka básní, kterou se v roce 1952 představila čtveřice mladých básníků (William Auld, John Dinwoodie, John Francis, Reto Rossetti) a založila tak tzv. skotskou školu esperantské poezie.